# Square Ulysse-Trélat
Le square Ulysse-Trélat est un square du 13e arrondissement de Paris.

## Situation et accès
Le site est accessible par le 112, rue Regnault.
Il est desservi par la ligne 7 à la station Porte d'Ivry et par la ligne 3a du tramway d'Île-de-France.

## Origine du nom
Il rend hommage au médecin et homme politique français Ulysse Trélat (1795-1879).

## Historique
Ce square fut nommé après la disparition de la rue éponyme qui reliait la rue du Chevaleret et la rue de Tolbiac. La rue fut détruite en même temps que le viaduc de Tolbiac, dans les années 1990, lors de la construction de la dalle surplombant les voies ferrées de la gare d'Austerlitz. Cette voie avait la particularité de ne desservir aucun immeuble.